# Heinrich Lang (arkitekt)
Heinrich Lang, född 20 december 1824 i Neckargemünd, död 4 december 1893 i Karlsruhe, var en tysk arkitekt.
Lang studerade från 1842 på Polytechnikum i Karlsruhe som lärjunge till Heinrich Hübsch och Friedrich Eisenlohr samt blev 1846 hjälplärare där hos den sistnämnde. År 1850 avlade han statsexamen och blev assistent vid nämnda läroinrättning för att 1852 bli lärare och 1855 utnämnas till professor där. År 1868 blev han Baurat och ledamot av Baudirektion Karlsruhe under Josef Durm (intill 1893). Han var direktor för Polytechnikum läsåren 1870/71 och 1878/79. År 1878 blev han Oberbaurat och 1893 direktor för Tekniska högskolan i Karlsruhe. Han var specialist på skol- och institutionsbyggnader och uppförde en mängd dylika i Baden.